# Endel Tulving
Endel Tulving (Petseri, 26 maggio 1927 – Mississauga, 11 settembre 2023) è stato uno psicologo e neuroscienziato estone naturalizzato canadese.
Le sue ricerche sulla memoria hanno influenzato psicologi, neuroscienziati e clinici. Il suo contributo più rilevante è stato la separazione della memoria dichiarativa in due componenti distinte, la memoria episodica e la memoria semantica.
Tulving è stato professore emerito all'Università di Toronto e Visiting Professor of Psychology alla Washington University di St. Louis. Ha conseguito la laurea presso l'Università di Toronto e il dottorato presso l'Università di Harvard. Nel 1979, è stato nominato membro della Royal Society of Canada. Nel 1988 è stato eletto all'Accademia nazionale delle scienze (Stati Uniti d'America). Nel 1992, è stato nominato membro della Royal Society of London. È anche membro della Royal Swedish Academy of Sciences. Nel 2005 ha vinto un Gairdner Foundation International Award, il principale premio del Canada in biologia e medicina. Nel 2006 è stato nominato Ufficiale dell'Ordine del Canada, il più alto onore civile del Canada. Nel 2007, è stato inserito nella Canadian Medical Hall of Fame.
Tulving ha pubblicato almeno 200 articoli di ricerca e capitoli, ed è ampiamente citato, con un h-index di 69 (a partire da aprile 2010), e in un sondaggio di General Psychology survey, pubblicato nel 2002, si è classificato come il 36° il più citato psicologo del XX secolo.

## Biografia
Tulving è nato a Petseri, in Estonia (ora Pechory, Russia). All'età di 17 anni, verso la fine della seconda guerra mondiale, Tulving fuggì dall'Estonia prima che fosse occupata dall'Unione Sovietica. Emigrò in Canada nel 1949. Dopo un breve periodo di lavoro come bracciante agricolo vicino a London, Ontario, studiò psicologia all'Università di Toronto.

## Contributi

### Memoria episodica e semantica
Tulving fece per la prima volta la distinzione tra la memoria episodica e quella semantica in un capitolo del libro del 1972. La memoria episodica è la capacità di ricordare consciamente le precedenti esperienze dalla memoria (ad esempio, ricordando un recente viaggio di famiglia a Disney World) richiede l'autonoesi, mentre la memoria semantica è la capacità di memorizzare conoscenze generali nella memoria (ad esempio, il fatto che Disney World è in Florida) richiede la noesi. Questa distinzione si fondava su basi teoriche e risultati di psicologia sperimentale, e successivamente venne collegata a diversi sistemi neurali nel cervello da studi di neuropsicologia e di neuroimaging. A quel tempo, questo tipo di teorizzazione rappresentò un importante allontanamento da molte teorie contemporanee dell'apprendimento e della memoria umana, che non enfatizzavano tipi diversi di esperienza soggettiva o di sistemi cerebrali. Il libro di Tulving del 1983 Elements of Episodic Memory, ha elaborato questi concetti ed è stato citato più di 3000 volte.

### Principio di specificità della codifica
La teoria di Tulving sulla "specificità della codifica" enfatizza l'importanza dei segnali di recupero nell'accesso alle memorie episodiche. La teoria afferma che i segnali di recupero efficaci devono sovrapporsi alla traccia di memoria da recuperare. Poiché il contenuto della traccia della memoria viene stabilito principalmente durante la codifica iniziale dell'esperienza, i segnali di recupero saranno massimamente efficaci se sono simili a queste informazioni codificate. Tulving ha definito il processo attraverso il quale un cue di recupero attiva una memoria "ecforia sinergistica".
Una delle implicazioni del principio di specificità della codifica è che l'oblio può essere causato dalla mancanza di segnali di recupero appropriati, al contrario del decadimento di una traccia di memoria nel tempo o di interferenze da altri ricordi. Un'altra implicazione è che ci sono più informazioni memorizzate in memoria rispetto a ciò che può essere recuperato in un dato momento (cioè, disponibilità vs accessibilità).

### Amnesia e coscienza
La ricerca di Tulving ha sottolineato l'importanza della memoria episodica per la nostra esperienza di coscienza e la nostra comprensione del tempo. Ad esempio, ha condotto studi con il paziente amnesico "KC", che aveva una memoria semantica relativamente normale ma una memoria episodica gravemente compromessa a causa di un danno cerebrale causato da un incidente motociclistico. Il lavoro di Tulving con KC ha evidenziato l'importanza centrale della memoria episodica per l'esperienza soggettiva del proprio sé nel tempo, un'abilità che ha definito "coscienza autonoetica". KC mancava di questa capacità, non riuscendo a ricordare eventi precedenti e non riuscendo a immaginare o pianificare il futuro. Tulving sviluppò anche un compito cognitivo per misurare diversi stati soggettivi nella memoria, chiamata "procedura ricorda/conosci". Questo compito è stato ampiamente utilizzato nella psicologia cognitiva e nelle neuroscienze.

### Memoria implicita epriming
Un altro contributo rilevante di Tulving è la distinzione tra memoria cosciente o esplicita (come la memoria episodica) e forme più automatiche di memoria implicita (come il priming). Insieme a uno dei suoi studenti, il professor Daniel Schacter, Tulving ha fornito alcuni risultati sperimentali chiave riguardanti la memoria implicita. La distinzione tra memoria implicita ed esplicita era un argomento di discussione negli anni '80 e '90. Tulving e colleghi hanno proposto che questi diversi fenomeni di memoria riflettessero sistemi cerebrali diversi. Altri sostenevano che questi diversi fenomeni di memoria riflettevano processi psicologici diversi, piuttosto che sistemi di memoria differenti. Questi processi verrebbero istanziati nel cervello, ma potrebbero riflettere aspetti diversi delle prestazioni dallo stesso sistema di memoria, innescato da diverse condizioni operative. Più recentemente, i teorici sono giunti ad integrare le componenti di ciascuna di queste prospettive.